# Liolaemus lentus
Espèce
Liolaemus lentus est une espèce de sauriens de la famille des Liolaemidae. Elle est décrite en premier par Koslowsky en 1896.

## Répartition
Cette espèce est endémique d'Argentine. Elle se rencontre dans les provinces de La Pampa et du Río Negro.

## Description
C'est un saurien ovipare.

## Publication originale
- Gallardo, 1966 : Liolaemus lentus nov. Sp. (Iguanidae) de la Pampa y Algunas observaciones sobre los saurios de picha provincia Argentina y del oeste de Buenos Aires. Neotropica, vol. 12, no 37, p. 15-29.